# Matteo Myderwyk
Matteo Myderwyk (1990) is een Nederlandse pianist en componist. 

## Biografie
Myderwyk begint pas op zijn veertiende met piano spelen. Twee jaar later gaat hij naar de vooropleiding van het conservatorium in Tilburg.
De jarenlange opleiding als klassiek pianist leerde hem vooral om de muziek van zijn helden Bach, Liszt en Messiaen achter zich te laten en zijn eigen muzikale taal te vinden. Hij hield zich bezig met free-jazz: muziek maken zonder vooraf gemaakte afspraken; om als doel te hebben om in het moment muziek te maken. 
Toen hij op Into The Great Wide Open in 2017 een geïmproviseerde live-soundtrack speelde contracteerde Excelsior hem om een improvisatiepianoalbum op te nemen. Dit werd Myderwyks debuutalbum To Move, opgenomen in een concertzaal zonder voorbereiding en zonder vooropgezet plan.
In 2021 debuteerde Matteo Myderwyk als eerste Nederlandse solopianist op het klassieke muzieklabel Warner Classics met zijn debuutalbum Notes of Longing. Gevolgd in 2022 met Veluwe Suite. In 2024 verscheen het album Wintersleep. 

## Discografie
- To Move (2017)
- Verses (2018)
- Ataraxia (2019)
- Parabel (2020)
- Consolations (2020)
- Notes of Longing (2021)
- Veluwe Suite (2022)
- A brief nostalgia (2023)
- Renaissance (2024)
- Wintersleep (2024)